# Не поглеждай нагоре
Не поглеждай нагоре (на английски: Don’t Look Up) е американска черна комедия на режисьора Адам Маккей с участието на Леонардо ди Каприо и Дженифър Лорънс, която се излъчва за пръв път в кината на различни страни на 9 и 10 декември 2021 г. На 24 декември филмът е публикуван на стрийминг платформата Netflix.

## Сюжет
Внимание:  Текстът по-долу разкрива сюжета на произведението (или части от него)!
Кейт Дибиаски, докторантка по астрономия, открива странна комета. Нейният професор, д-р Рандал Минди пресмята, че кометата ще се сблъска със Земята след 6 месеца.
Рандал, Кейт и председателят на НАСА, отдел „Планетна отбрана“, д-р Огелтроп, отиват до Белия дом, за да информират президентката на САЩ. Там те не получават очакваната реакция, тъй като предстоят избори, а президентката се страхува, че от такава тревожна новина може да загуби гласоподаватели и казва на екипа да запазят спокойствие. Заради това Рандал и Кейт решават да се обърнат към медиите. Там обаче също не получават нужното внимание. Рандал се превръща в секс символ, а много хора смятат Кейт за истеричка, тъй като тя се разревава по телевизията. Малко по-късно президентката е замесена в секс скандал и сега иска да вземе мерки за кометата. Пътят на кометата трябва да бъде променен с атомни бомби. Малко след старта на ракетата мисията е прекратена, тъй като Петър Ишъруел, директор на голяма техническа компания, иска да разруши кометата на хиляди малки части, които няма да бъдат опасност за човечеството. Материалът от кометата ще бъде използван за икономически цели.
Населението е разделено. От една страна се виждат опасностите от кометата, от друга страна са икономическите ползи от суровия материал. Кейт се присъединява към групата, която носи слогана „Погледни нагоре“ (Look up), когато кометата вече може да се види. Рандал стои твърдо зад правителството със слогана „Не поглеждай нагоре“ (Don’t look up). В едно предаване по телевизията Рандал не може да си сдържи нервите и получава гневен изблик заради хората, които не вярват в кометата или нейната опасност. Кейт и Рандал се сдобряват.
Опити от други държави за отстраняване на кометата се оказват неуспешни. Единствената надежда е в Петър Ишъруел, обаче неговата мисия също се проваля, тъй като прекалено много машини, които трябва да разрушат кометата, се счупват. Президентката, Петър и други хора се измъкват в космически кораб и са замразени. Д-р Минди отказва да дойде и прекарва последните си минути със семейството си и с приятели. Кометата се сблъсква със Земята и разрушава всичко живо. Оцелелите хора кацат 22 740 години по-късно на някаква планета, обаче са убити от диви животни.
В сцена след финалните надписи Джейсън Орлийн излиза от някаква разрушена сграда и публикува пост в интернет, че е последният оцелял човек на земята.

## Актьорски състав
| Актьор             | Роля                                        |
| ------------------ | ------------------------------------------- |
| Леонардо ди Каприо | Др. Рандал Минди                            |
| Дженифър Лорънс    | Кейт Дибиаски                               |
| Мерил Стрийп       | Президент Джени Орлийн                      |
| Джона Хил          | Шеф на кабинета на Белия дом Джейсън Орлийн |
| Кейт Бланшет       | Бру Евантий                                 |
| Рон Пърлман        | Бенедик Драск                               |
| Пол Филфойл        | Генерал Темес                               |
| Мелани Лински      | Джун Минди                                  |
| Химеш Пател        | Филип                                       |
| Роб Морган         | Др. Теди Огелтроп                           |
| Ариана Гранде      | Райли Бина                                  |
| Марк Райлънс       | Петър Ишъруел                               |
| Тимъти Шаламе      | Юул                                         |
| Матю Пери          | Дан Паукети                                 |
| Кид Къди           | DJ Чело                                     |
| Томер Сисли        | Адул Фрелио                                 |
| Мелани Лински      | Джун Минди                                  |
| Майкъл Чиклис      | Дан Паукети                                 |
| Томер Сисли        | Адул Грелио                                 |
| Етиен Парк         | Др. Калдер                                  |

## Продукция
Снимките за филма трябвало да започнат през април 2020 г., но са насрочени за 19 ноември 2020 г. заради пандемията от COVID-19. В сцената, в която Ариана Гранде пее на сцена, на която се виждат много зрители, трябвало също да бъде снимана предвид на пандемията. Така двайсетте хиляди души носели маски и спазвали разстояние. На монтажа тези хора са дублирани.
Снимачните места са следните:
1. Бостън
2. Фармингхам в Масачузетс
3. Белият дом
4. Илинойс

На 5 февруари 2020 г. Дженифър Лорънс е ранена по време на снимачните работи.

## Награди и номинации (избрани)
| Година | Номиниран за награда | Номиниран за награда                    | актьор                   | Резултат  |
| ------ | -------------------- | --------------------------------------- | ------------------------ | --------- |
| 2022   | Златен глобус        | Най-добър сценарий                      |                          | Номинация |
| 2022   | Златен глобус        | Най-добър филм – мюзикъл или комедия    |                          | Номинация |
| 2022   | Златен глобус        | Най-добър актьор в мюзикъл или комедия  | Леонардо ди Каприо       | Номинация |
| 2022   | Златен глобус        | Най-добра актриса в мюзикъл или комедия | Дженифър Лорънс          | Номинация |
| 2022   | Изборът на критиците | Най-добър филм                          |                          |           |
| 2022   | Изборът на критиците | Най-добър актьорски ансамбъл            |                          |           |
| 2022   | Изборът на критиците | Най-добър оригинален сценарий           | Адам Маккей, Кевин Месик |           |
| 2022   | Изборът на критиците | Най-добър композитор                    | Николас Брител           |           |
| 2022   | Изборът на критиците | Най-добра филмова песен „Just Look Up“  | „Just Look Up“           |           |
| 2022   | Изборът на критиците | Най-добра комедия                       |                          |           |